# ابوحرب
ابوحرب بن علاءالدوله از امیران کاکویه بود که در نطنز و کاشان فرمان می‌راند. او ابوحرب بن علاءالدوله محمد بن دشمن‌زیار ابن کاکویه و از دیلمیان کاکویه بود. 
در آن دوران، فرامرز کاکویه، فرزند ارشد علاءالدوله دیلمی، به جای پدر نشست. برادرانش ابوحرب و ابوکالیجار گرشاسب بر سر متصرفات پدر با او نزاع کردند و نتیجه آن شد که ابو حرب، نطنز و کاشان، و ابوکالیجار نهاوند را از آن خود کردند.

## پیشینه
فرامرز، پسر علاءالدوله بود که در روزگار چیرگی غزنویان، از سوی پدر، به گروگان نزد سلطان مسعود می‌زیست. پس از پیکار دندانقان او را گرفتند و به نزد طغرل بیک بردند و او فرامرز را بنواخت. فرامرز پس از مرگ علاء الدوله، در اصفهان به جای پدر نشست و از کوتوال دژ نطنز خواست که بخشی از اموال علاء الدوله را که در آن جا محفوظ بود، به اصفهان بفرستد. اما کوتوال مخالفت کرد و فرامرز همراه برادرش ابوحرب به نطنز تاخت. ابوحرب که می‌دید برادرانش ابومنصور و گرشاسب، هر یک بخشی از قلمرو پدر را تصاحب کرده‌اند، ظاهراً برای پیشبرد کار خویش، با کوتوال مذکور بر علیه برادرش فرامرز، همداستان شد و فرامرز ناکام به اصفهان بازگشت. ابوحرب که از انتقام برادر بیمناک بود، از سلجوقیان ری مدد خواست. گروهی از سلجوقیان به یاری او شتافتند و پس از تصرف و غارت کاشان آن جا را به ابوحرب سپردند. فرامرز سپاه فرستاد تا آن جا را باز پس گیرد. ابوحرب نیز به نوبه خود سپاهی تدارک دید و برای تصرف اصفهان روانه آن دیار شد، اما در مصاف دو سپاه به سختی از فرامرز شکست خورد و خود در محاصره افتاد. اندکی بعد به شیراز نزد عمادالدین ابوکالیجار گریخت.
ابوحرب در آنجا از کوشش برای مقابله با برادر بازنماند و ابوکالیجار دیلمی را به تسخیر اصفهان تحریک کرد. ابوکالیجار نیز اصفهان را به محاصره گرفت، ولی پس از چند جنگ کوچک با فرامرز میان آن دو صلح شد و ابوکالیجار با گرفتن مال بازگشت. ابوحرب که راه به جایی نمی‌برد، باز به دژ نطنز رفت، ولی فرامرز او را محاصره کرد و سرانجام مقرر شد که ابوحرب بخشی از اموال پدر را به فرامرز دهد و وی به اصفهان بازگردد.